# Дональд О'Коннор
Дональд Девід Діксон Рональд О'Коннор (англ. Donald David Dixon Ronald O'Connor; 28 серпня 1925, Чикаго, штат Іллінойс, США — 27 вересня 2003, Калабасас, штат Каліфорнія, США) — американський актор, режисер, продюсер. Дебют в кіно — 1937 рік, останній фільм — 1998.
Був одружений двічі: з 1956 по 2003 роки на Глорії Ноубл (померла в 2013 році) — Троє дітей: дочка Алісія, сини Дональд Фредерік і Кевін (Alicia, Donald Frederick and Kevin); з 1944 по 1954 роки на Гвендолін Картер (розлучення) — одна дитина: дочка Донна (Donna).

## Вибрана фільмографія
- 1939 — Ніжки на мільйон доларів
- 1952 — Співаючи під дощем / Singin' in the Rain
- 1981 — Регтайм